# Calyptronema longicauda
Calyptronema longicauda is een rondwormensoort uit de familie van de Enchelidiidae.